# 用部
用部（ようぶ）は、漢字を部首により分類したグループの一つ。
康熙字典214部首では101番目に置かれる（5画の7番目、午集の7番目）。

## 概要
用部には「用」を筆画の一部として持つ漢字を分類している。
単独の「用」字は、使用すること、国を治めることなどを意味する。また効用や作用といったはたらきを意味し、さらに財や費用といった資材を意味する。また原因を表す介詞としても使われる。字源としては、把手の付いた筒や桶の類を象る象形文字である。『説文解字』では「卜（うらない）」と「中（あたる）」の組み合わせた会意文字と説明されているが、甲骨文字の形を見ればわかるようにこれは誤った分析である。
現代の中国の簡体字の部首分類法で削除されている部首の一つである。

## 部首の通称
- 日本：もちいる、よう
- 韓国：쓸용부（sseul yong bu、つかう用部）
- 英米：Radical use

## 部首字
用
- 中古音
  - 広韻 - 余頌切、用韻、去声
  - 詩韻 - 宋韻、去声
  - 三十六字母 - 喩母四等
- 現代音
  - 普通話 - ピンイン：yòng 注音：ㄩㄥˋ ウェード式：yung4
  - 広東語 - Jyutping:jung6 イェール式:yung6
- 日本語 - 音：ヨウ（漢音）・ユウ（呉音） 訓：もちいる
- 朝鮮語 - 音：용(yong) 訓：쓸（sseul、つかう）・쓰일（sseuil、つかわれる）

## 例字
- 用・甩
- 1:𤰃、2:甫・甬、10:𤰌、18:𤰑

### 最大画数
20:𤰐